# János Hahn
János Csaba Hahn (Szekszárd, 15 marzo 1995) è un calciatore ungherese, attaccante del Paks.

## Carriera

### Club
A 9 anni entra nel settore giovanile del Paks, facendo l'intera trafila nelle giovanili e arrivando nel giro della prima squadra nella stagione 2012-13 esordendo nella fattispecie nel match esterno di Coppa d'Ungheria perso 4-0 contro il Gyori ETO del 20 novembre 2012 all'età di 17 anni. La stagione successiva passa al Puskás Akadémia non venendo mai impiegato in campionato, giocando solo due match della Coppa di Lega. A causa dello scarso minutaggio nella squadra di Felcsút, a partire dalla stagione 2014-15 ritorna al Paks, dove dopo essersi alternato tra prima e seconda squadra nel corso degli anni diviene uno delle bandiere del club, e giocatore fondamentale per l'attacco della formazione biancoverde. Al termine del campionato 2020-21 vince il titolo di capocannoniere del torneo con 22 reti. Terminata la stagione passa agli slovacchi del DAC Dunajská Streda, ma dopo una sola stagione giocata su ritmi altalenanti, ritorna al Paks.

### Nazionale
Debutta nella nazionale ungherese nel 2012 giocando una partita con l'Under-18.
Il 6 maggio 2021 viene chiamato per la prima volta in nazionale maggiore figurando nella lista pre-convocati per gli europei; confermato nella lista dei 26 finali il 1º giugno seguente, debutta con la selezione magiara 3 giorni dopo nell'amichevole vinta 1-0 contro Cipro.

## Statistiche

### Presenze e reti nei club
Statistiche aggiornate al 4 giugno 2021.
| Stagione               | Squadra                | Campionato             | Campionato | Campionato | Coppe nazionali | Coppe nazionali | Coppe nazionali | Coppe continentali | Coppe continentali | Coppe continentali | Altre coppe | Altre coppe | Altre coppe | Totale | Totale |
| Stagione               | Squadra                | Comp                   | Pres       | Reti       | Comp            | Pres            | Reti            | Comp               | Pres               | Reti               | Comp        | Pres        | Reti        | Pres   | Reti   |
| ---------------------- | ---------------------- | ---------------------- | ---------- | ---------- | --------------- | --------------- | --------------- | ------------------ | ------------------ | ------------------ | ----------- | ----------- | ----------- | ------ | ------ |
| 2012-2013              | Paks II                | NBII                   | 7          | 0          | -               | -               | -               | -                  | -                  | -                  | -           | -           | -           | 7      | 0      |
| 2012-2013              | Paks                   | NBI                    | 3          | 0          | MK+MLK          | 2+4             | 0+0             | -                  | -                  | -                  | -           | -           | -           | 10     | 0      |
| 2013-2014              | Puskás Akadémia        | NBI                    | 0          | 0          | MK+MLK          | 0+2             | 0+0             | -                  | -                  | -                  | -           | -           | -           | 2      | 0      |
| 2014-2015              | Paks II                | NBIII                  | 2          | 0          | -               | -               | -               | -                  | -                  | -                  | -           | -           | -           | 2      | 0      |
| 2015-2016              | Paks II                | NBIII                  | 10         | 3          | -               | -               | -               | -                  | -                  | -                  | -           | -           | -           | 10     | 3      |
| 2016-2017              | Paks II                | NBIII                  | 6          | 4          | -               | -               | -               | -                  | -                  | -                  | -           | -           | -           | 6      | 4      |
| 2017-2018              | Paks II                | NBIII                  | 5          | 3          | -               | -               | -               | -                  | -                  | -                  | -           | -           | -           | 5      | 3      |
| Totale Paks II         | Totale Paks II         | Totale Paks II         | 30         | 10         |                 | -               | -               |                    | -                  | -                  |             | -           | -           | 30     | 10     |
| 2014-2015              | Paks                   | NBI                    | 22         | 1          | MK+MLK          | 1+7             | 0+0             | -                  | -                  | -                  | -           | -           | -           | 30     | 1      |
| 2015-2016              | Paks                   | NBI                    | 29         | 7          | MK              | 1               | 0               | -                  | -                  | -                  | -           | -           | -           | 30     | 7      |
| 2016-2017              | Paks                   | NBI                    | 30         | 6          | MK              | 2               | 1               |                    | -                  | -                  | -           | -           | -           | 32     | 7      |
| 2017-2018              | Paks                   | NBI                    | 30         | 5          | MK              | 3               | 0               | -                  | -                  | -                  | -           | -           | -           | 33     | 5      |
| 2018-2019              | Paks                   | NBI                    | 31         | 9          | MK              | 4               | 2               | -                  | -                  | -                  | -           | -           | -           | 35     | 11     |
| 2019-2020              | Paks                   | NBI                    | 30         | 7          | MK              | 4               | 3               | -                  | -                  | -                  | -           | -           | -           | 34     | 10     |
| 2020-2021              | Paks                   | NBI                    | 28         | 22         | MK              | 3               | 2               | -                  | -                  | -                  | -           | -           | -           | 31     | 24     |
| lug.-set. 2021         | Paks                   | NBI                    | 4          | 4          | MK              | 0               | 0               | -                  | -                  | -                  | -           | -           | -           | 31     | 4      |
| set. 2021-2022         | DAC Dunajská Streda    | SL                     | 18         | 3          | CS              | 1               | 0               | UECL               | -                  | -                  |             | -           | -           | 19     | 3      |
| lug.-ago. 2022         | DAC Dunajská Streda    | SL                     | 3          | 0          | CS              | 0               | 0               | UECL               | 2                  | 0                  |             | -           | -           | 5      | 0      |
| Totale DAC Dun. Streda | Totale DAC Dun. Streda | Totale DAC Dun. Streda | 21         | 3          |                 | 1               | 0               |                    | 2                  | 0                  |             | -           | -           | 24     | 3      |
| ago. 2022-2023         | Paks                   | NBI                    | 28         | 3          | MK              | 3               | 0               | -                  | -                  | -                  | -           | -           | -           | 31     | 3      |
| 2023-2024              | Paks                   | NBI                    | 24         | 4          | MK              | 5               | 3               | -                  | -                  | -                  | -           | -           | -           | 29     | 7      |
| 2024-2025              | Paks                   | NBI                    | 0          | 0          | MK              | 0               | 0               | UEL+UECL           | 1+1                | 0+0                | -           | -           | -           | 2      | 0      |
| Totale Paks            | Totale Paks            | Totale Paks            | 259        | 68         |                 | 39              | 11              |                    | 2                  | 0                  |             | -           | -           | 300    | 79     |
| Totale carriera        | Totale carriera        | Totale carriera        | 310        | 81         |                 | 37              | 8               |                    | 4                  | 0                  |             | -           | -           | 355    | 92     |

## Palmarès

### Club
- Coppa d'Ungheria: 2

Paks: 2023-2024, 2024-2025

### Individuale
- Capocannoniere del campionato ungherese: 1

2020-2021 (22 gol)